# 膿
膿是一種動物身體在發炎反應中所生成的滲出液（exudate），通常是黃色或黃白色液體，成分包含滲出的蛋白質以及白血球。膿在組織中間堆積時，常被稱為膿瘡。

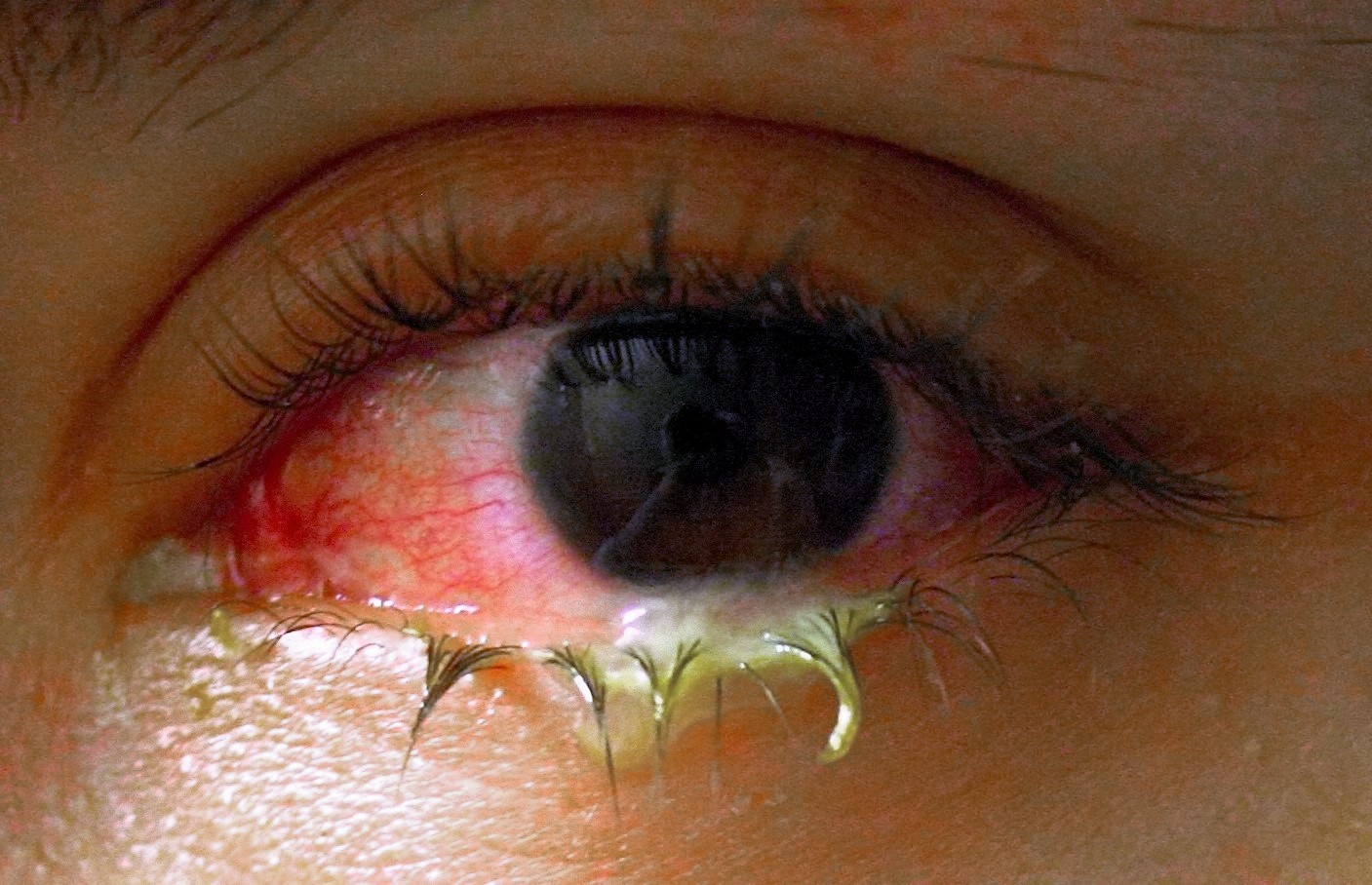
眼睛有膿